# ゲオルク・メルカー
ゲオルク・ルートヴィヒ・ルドルフ・メルカー （ドイツ語:  Georg Ludwig Rudolf Maercker, 1865年9月21日 - 1924年12月31日）は、ドイツの陸軍軍人。メルカー義勇軍の指導者、ドイツ植民地戦士協会終身会長（1922年 - 1924年）などを歴任。陸軍における最終階級は少将。

## 生涯

### 前半生
バルデンブルク（現在のポーランド）で判事のテオドール・メルカーの子として生まれた。彼は5人兄弟の長男であった。メルカー一族はカルベの出身であるという説が有効であり、18世紀末から19世紀初頭にかけて、彼の曽祖父ヨハン・シモン・メルカー（1764-1836）は、枢密医務官として西プロイセンのクフィジンに移り住んだ。メルカーの父テオドールは、1866年の普墺戦争と1870から71年の普仏戦争の両方で予備役将校としてプロイセン王国陸軍側で参戦したが、1871年に亡くなった。このときメルカーは6歳であった。

### 軍歴
メルカーの軍歴は現ポーランドのヘウムノにあるクルム士官候補学校で始まり、ベルリン近郊のリヒターフェルデ の士官候補学校で課程を終了した。その後、1885年4月14日に少尉としてトルンにあるプロイセン陸軍ポメラニア歩兵第21連隊第4連隊に編入された。1887年4月1日、ハーゲナウ（現在のフランスのアグノー）の歩兵第137連隊に転属。1888年9月19日、1年の休暇をとってアフリカに渡る。ドイツ東アフリカ会社で短期間勤めた後、ドイツ領東アフリカ駐屯軍の将校となる。1889年5月18日のアブシリの反乱鎮圧ではダル・エス・サラーム（現在のタンザニア）近郊での戦闘に参加した。1890年にプロイセン陸軍に復帰し、1891年から1894年まで陸軍士官学校に在籍した。1895年には参謀本部に異動した。
1898年に大尉に昇進し、1898年から1899年まで中国（清）のドイツ租借地であった膠州湾での測量業務に従事した。1900年にドイツに戻り、しばらく参謀本部で務め、1902年からはティルジットの歩兵連隊「フォン・ボイエン」（東プロイセン第5連隊）の中隊長を務めた。1904年には少佐に昇進し、ドイツ領南西アフリカ（現在のナミビア）方面駐屯軍司令部の参謀長に任命された。
1904年から1907年にかけて、メルカーはいわゆるホッテントット蜂起鎮圧に参加した。ナマ族の反乱では、ヘレロ族の指導者アンドレアスの最高指揮下にあったヘレロ・ナマの連合軍とのヌビブの戦いで、駐屯軍の部隊を率いたが、肩に重傷を負った。1910年に再びドイツへ帰国し、「バイエルン国王ルートヴィヒ3世 」歩兵連隊第47連隊の大隊長となった。中佐に昇進したメルカーは、1913年にボルクム島の駐在司令官となった。1914年には大佐に昇進した。
第一次世界大戦中、彼は連隊長として東部戦線に参戦。1915年と1916年のロシア軍とのコルミン川とストィル川の戦いに参加した。1916年、西部戦線に異動となり、ソンムの戦いで再び負傷したが、わずか1ヵ月後にはセーヌ河畔での戦闘に参加した。1916年末にはロシア戦線に復帰し、ナラジョフカの戦いとズロタ・リパの戦いに参加した。1917年には、西部戦線に異動となり、ここでも再び負傷した。1917年10月1日にはプール・ル・メリット勲章を授与された。1917年8月18日に少将に昇進し、1918年1月20日に第214歩兵師団長に任命された。

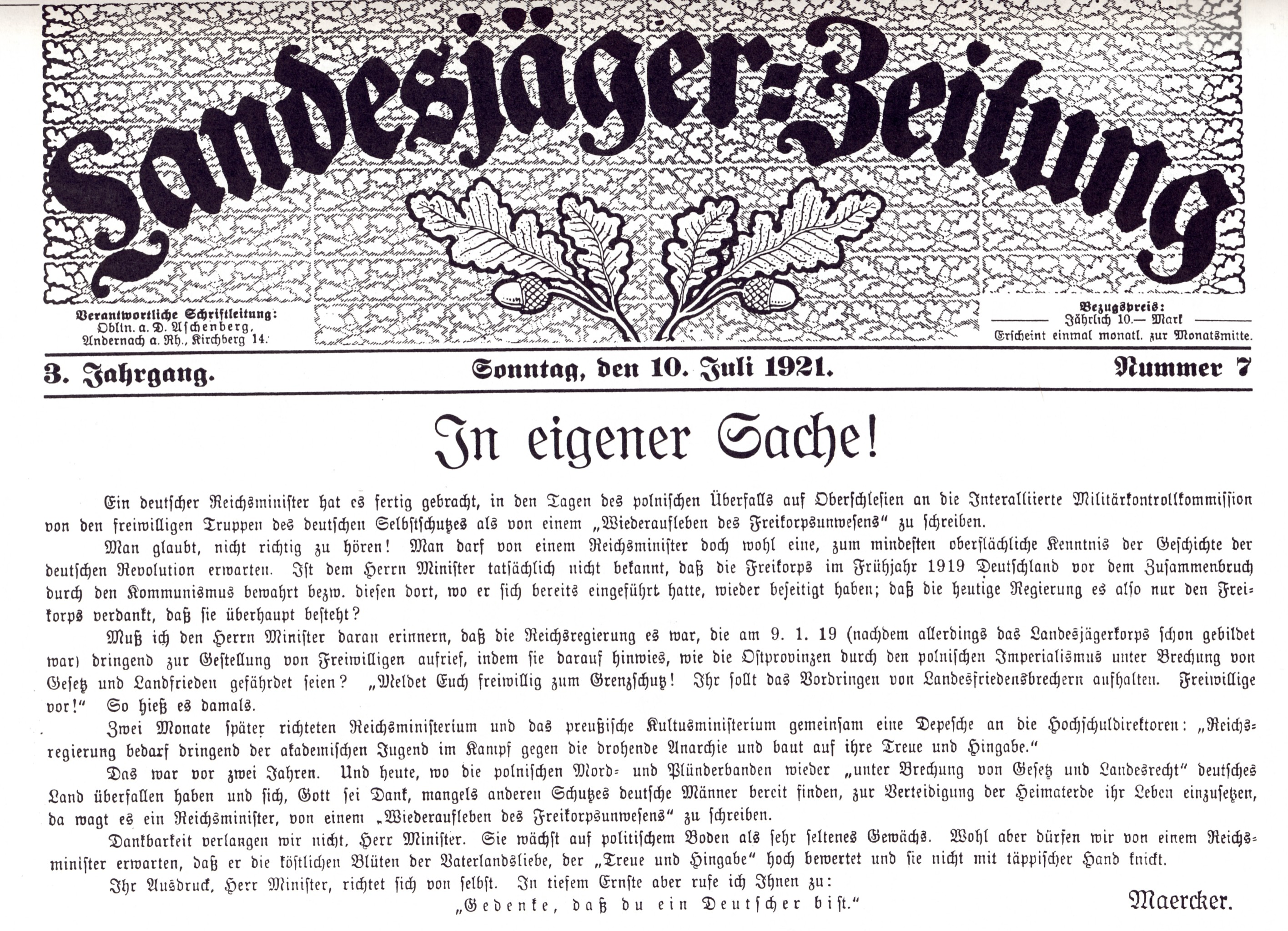
メルカーの演説内容を記載したランデスイェーガー新聞

終戦から数週間後の1918年12月6日、パーダーボルン近郊のザルツコッテンに滞在していたメルカーは、陸軍最高司令部（OHL）の提案で反革命義勇軍（フライコーア）の結成を担当した。結成のイニシアチブをとったのは、おそらく当時の帝国宰相フリードリヒ・エーベルトと後の共和国国防相グスタフ・ノスケであった。旧第214歩兵師団の将校、下士官、そして兵士の大半が、メルカー義勇軍（Freikorps Maercker）への参加を呼びかけた。その内部構造は帝国陸軍を強く意識したものだった。メルカー義勇軍の制服の襟章には、後の多くの準軍事組織の共通章となるオークの葉が装飾されている。義勇軍の著名なメンバーには、後のヒトラー政権下の国防軍最高司令部（OKW）国防課（L課）長を務めたヴァルター・ヴァルリモント陸軍少将やゲシュタポ長官を務めたラインハルト・ハイドリヒ親衛隊大将などがいる。メルカーは自身の義勇軍に規律の徹底を求め、軍団をエーベルト率いる帝国政府の管理下に置いた。
1919年1月、ベルリンでスパルタクス団蜂起が勃発し、ノスケの命令でメルカーは義勇軍を率い、ベルリンの一部を確保した。1919年2月初め、メルカー義勇軍はヴァイマルに向かい、そこで労働者・兵士評議会（レーテ）を武装解除し、市は帝国政府の支配下に戻った。メルカーは、ヴァイマルでの国民議会とエーベルトの帝国大統領選出に貢献した。2月中旬、義勇軍はまずゴータ、アイゼナハ、テューリンゲンの町に出動し、ここでも成功を収め、しばしば労働者評議会や兵士評議会の代表との間で交渉が行われた。エアフルトでは負傷した。
3月にはハレへの進駐を命じられた。列車事故により、革命評議会への奇襲攻撃は失敗に終わった。武装した労働者や水兵との街頭戦が続き、双方にかなりの流血者が出た。プロイセン陸軍省の連絡将校を務め、メルカーと共に行動していたロベルト・フォン・クリューガー陸軍中佐も殺害された。彼は私服で市内を偵察していたが、正体を見破られ、橋からザーレ川に投げ落とされ射殺された。メルカーは町に包囲状態を敷き、革命勢力を弾圧の命じた。7時間に及ぶ戦闘の末、義勇軍が町を制圧した。評議員たちは29人の死傷者を出し、義勇軍側は7人の死傷者を出した。3月末、義勇軍はハレから撤退し、包囲状態は解除された。
1919年4月、マグデブルクの第4、第16、第21軍団の兵士評議会は、将校を解任し、共和国政府を解散し、ドイツにソビエト共和国を樹立することを目指した。労働者によるゼネストと政治家や軍将校の逮捕が続いた。城塞内の兵器庫は略奪され、革命派の労働者と兵士、政府に忠誠を誓う軍隊の間で街頭戦闘が勃発した。帝国政府は兵士評議会に囚人の釈放を求める最後通牒を出し、メルカーに街の秩序を回復するよう命じた。4月9日の朝、メルカーがハレからマグデブルクに到着すると、すぐに戦闘が始まった。翌日に共和国政府の命令は実行され、革命派は7人の死者を出した。
ブラウンシュヴァイク革命の結果、都市は共和国政府からボルシェニズム革命の中心とみなされた。4月9日、共産主義者たちはゼネストを宣言した。ストライキは鉄道網の全国的な混乱につながった。ブラウンシュヴァイクのブルジョアジーは反ストライキに突入し、市内での内戦の危機を招いた。共和国政府はメルカーにブラウンシュヴァイクの秩序を確保するよう指示し、都市に包囲網を敷いた。4月14日、メルカーは飛行機で市上空にビラを投下させ、抵抗した場合は厳しい報復を受けることなると脅した。にもかかわらず、4月15日にヘルムシュテットで最初の戦闘が勃発し、双方に死傷者が出た。しかし、メルカーの脅しは効果的で、ゼネストが中止された後、流血することなくにブラウンシュヴァイク進軍することができた。革命政府の指導者たちは逮捕されるか軟禁された。わずか数日後、状況は正常に戻り、包囲状態は大幅に緩和された。
5月2日、メルカー義勇軍は正式に国軍に編入された。
5月10日、メルカーは政府の命令で軍隊をライプツィヒに撤退させた。5月11日、15,000人の兵士が同市に入った。大きな流血もなく、街の秩序は回復した。5月19日、義勇軍は同じく混乱状態にあったアイゼナハに入り、革命派の指導者たちを逮捕した。交渉の末、大きな戦闘もなく、共和国政府の意志は強行された。メルカーはその後、住民への食糧供給の改善に努め、6月には、エアフルトとヴァイマルで小規模な作戦が行われた。その後、部隊の大部分はゴータに駐屯した。この義勇軍進駐により、ゴータでのソビエト共和国宣言が阻止された。
1919年10月、メルカーはドレスデン駐在の第4軍管区司令官に就任した。1920年3月のカップ一揆では、当初は中立の態度をとっていたが、最終的には強圧派の支持を拒否した。しかし共和国政府に対する彼の曖昧な立場により、1920年4月28日に退役を迫られた。
1921年、メルカーはハレで植民地協会を設立し、鉄兜団、前線兵士同盟（Stahlhelm）に参加した。1924年、メルカーはテオドール・デュスターベルク退役陸軍中佐とともにシュタールヘルム内の反ユダヤ主義派の頭であり、ユダヤ人のシュタールヘルムへの加入を禁止し、ユダヤ人団員を追放する「アーリア人条項」を求めていた。1924年3月、メルカーとデュスターベルクは連盟指導者のフランツ・ゼルテに「アーリア人条項」を採用させ、シュタールヘルムからすべてのユダヤ人を追放した。 
1922年、ドイツ植民地戦士協会を設立し、初代会長を務め、終身会長となる。
1924年に死亡した。死後、彼はドレスデンの墓地に埋葬された。ハレの旧メルカー将軍兵舎は彼の名にちなんで命名された。
1936年に命名されたメルカーにちなんで命名されたベルリン・ランクヴィッツの「メルカー通り」は、2023年1月11日に改名が決定された。